# إغواندون
الإغواندون (مع ألف بعد النون حسب النطق اللاتيني الأصلي، وهي تعني «سن الإغوانا») هو جنس من الديناصورات طيرية الورك (أورنيثوبودات) التي عاشت خلال فترة وسطية بين أول هيبسيلوفودونت (أي المرفوعة الصدر)، سريع ثنائي الحركة، وبطيات المنقار التي مثلت ذروة نجاح الأورنيثوبودات (الطيريات). يَعود تاريخ عينات الإغواندون المُكتشفة إلى ما بين العصر الجوراسي المتأخر (فترة كميردجية) والعصر الطباشيري المتأخر(فترة سينومانية)، ومواقعها تمتد عبر قارات آسيا وأوروبا وأمريكا الشمالية. لكن بالرغم من ذلك، فقد أشارت الأبحاث التي أعدت في العقد الأول من القرن الحادي والعشرين إلى أن نوعاً واحداً فقط من بين أنواع الإغواندون المُسجلة موثق بشكل جيد، وهو «إغوانادون. البيسرنيسارتي» الذي عاش في أوروبا خلال زمن امتد من أواخر الفترة الباريمية إلى مطلع الفترة الأبتية (الطباشيري المبكر)، أي قبل حوالي 126 وحتى 125 مليون سنة. أكثر مُميزات الإغواندون تفرداً مخلب إبهامها الضخم، ومن المُحتمل أن الإغواندون كان يَستخدم هذا الإبهام للدفاع عن نفسه ضد الضواري أو للالتقاط الطعام.
كان الإغواندون هو ثاني ديناصور يُسمى رسمياً بعد الميغالوصور، وكان قد اكتشف عام 1922 ثم وصفه الجيولوجي الإنكليزي جديون مانتل بعد ذلك بثلاث سنوات. وقد كان هو والميغالوصور والهيلايوصور يُمثلون الأجناس الثلاث الأولى التي استخدمت في الأصل لتعريف الديناصورات. يُصنف ديناصور الإغواندون الضخم العاشب ضمن مَجموعة الإغواندونيا (وهي عبارة عن فرع وليست صنفاً مُعتمداً علمياً) مع الهادروصوريات بطية المنقار، أما تصنيفه العلمي فإنه لا يَزال مجالاً للدراسة حول ما إذا كان يَجب أن يُقسم إلى عدة أجناس أم يَبقى كما هو.

تطور الفهم العلميّ للإغوانادون عبر الزمن معَ الحصول على معلومات جديدة من الأحافير المُكتشفة. أتاحت العينات الكَبيرة من هذه المَجموعة - مثل الهياكل العظمية شبه المُكتملة المُستخرجة من طبقتي عظام مَعروفتين - للباحثين أن يَضعوا فرضيات توضح جزءاً كبيراً من مَظهر الإغواندون الحي ونمط حياته، بما في ذلك حركته وتغذيه وسلوكه الاجتماعي. وبما أن الإغواندون هو من أوائل الديناصورات المَعروفة جيداً للعلم فقد شغل حيزاً صغيراً لكن ملحوظاً في الاهتمام الشعبي بالديناصورات، وقد ازداد تمثيله في الإنتاجات الفنية بشكل مَلحوظ مع ازدياد المعلومات والتفسيرات العلمية حول طبيعته وحياته.

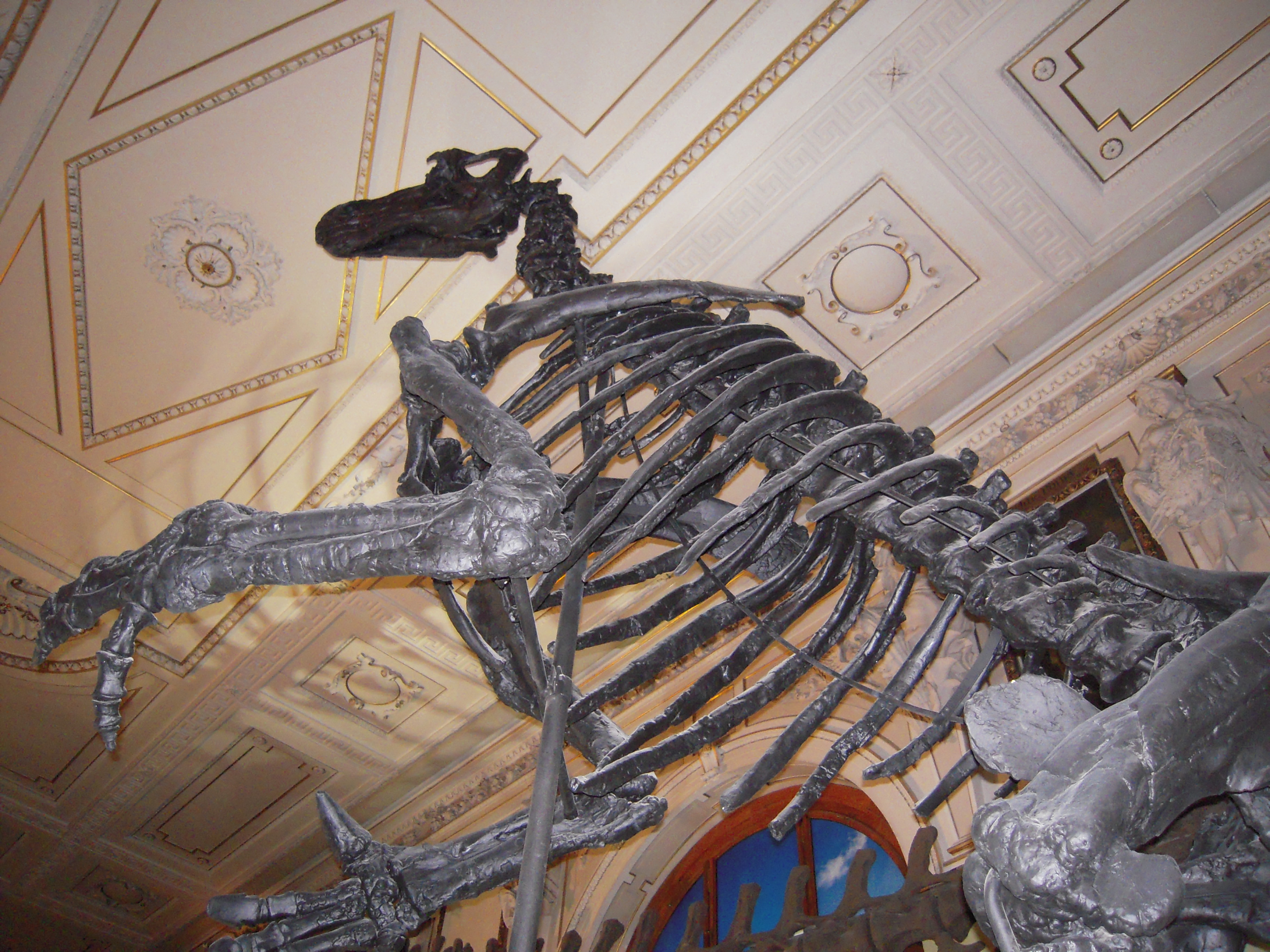
هيكل مماثل لأحد الإغوانودون ، في متحف التاريخ الطبيعي في فيينا.

## الوصف
كانت الإغواندونات ديناصورات عاشبة كبيرة بطيئة الحركة يُمكنها السير على ساقين أو أربع في حال تطلب الأمر. أكثر نوع مَعروف من الإغواندون هو «إغوانادون. البيسرنيسارتي» (أو اختصاراً «إ. البيسرنيسارتي»)، ويُقدر أن وزنه بلغ بالمتوسط حوالي 3 أطنان وطوله عند البلوغ 10 أمتار، وذلك مع أنه من المُحتمل أن طول بعض العينات التي اكتشفت من هذا النوع بلغ 13 متراً. كانت تملك الإغواندونات جمجمة ضخمة وطويلة بالرغم من أنها نحيلة، وقد كان لها منقار خال من الأسنان وربما مُغطى بالكيراتين، أما أسنانها فهي شبيهة بأسنان الإغوانا التي استمد منها الجنس اسمه بالرغم من أنها أضخم بكثير وأقرب إلى بعضها البعض.
كانت ذراعا الإغواندون طويلتين وقويتين، فربما عادل طولهما 75% من طول الساق عند إ. البيسرنيسارتي، لكن بالمقابل فقد كان كفاها صُلبين وغير مرنين وربما امتلكا وزناً كبيراً جداً خصوصاً الأصابع الثلاث الوُسطى. أما الإبهام فقد برز منه مخلب كبير مخروطي الشكل، بينما نتأ هو نفسه من مَكان جانبي في الكف بعيداً عن الأصابع الثلاث الوُسطى. في مُحاولات إعادة البناء الأولى للإغوانادون كان يُوضع مخلبه الكبير على أنفه، لكن الأحافير التي اكتشفت لاحقاً أظهرت الطبيعة الحقيقية لمخلب الإبهام هذا، وذلك مع أن استخدامه الفعلي لا زال مَوضع جدل. فمن المُمكن أن الإغواندون استخدم مخلب إبهامه الكبير للدفاع عن نفسه، أو ربما للالتقاط الطعام أيضاً، فكلاهما مُحتمل. كان خنصر الإغواندون مُمتداً وقصيراً، وربما استخدمه لتحريك الأشياء أو التلاعب بها نظراً لموقعه. كانت سيقان هذه الديناصورات قوية، لكنها ليست مُهيأة للركض بالرغم من ذلك، وقد كانت تملك كل قدم من قدميها ثلاثة أصابع. أما عمودها الفقري وذيلها فقد دعمهما وصلبهما وتر الساق المُتعظم، فقد كانت أوتارها تتحول إلى عظام خلال حياتها، وعادة ما لا تضمن هذه العظام في هياكل الديناصورات العَظمية المَعروضة في المتاحف.

## التصنيف والنشأة
ينتمي الإجواندون إلى طيريات الورك وهو من الحفريات التي استعملت في الجدل القائم في القرن التاسع عشر بين عالم التشريح والمتحجرات "ريتشارد أوين rechard Owen. وبين عالم الأحياء توماس هنري هاكسلي. حول إن كانت الديناصورات فعلا زواحف ضخمة كما ادعى ريتشارد أم هي احافير انتقالية إلى الطيور في وجهة نظر هاكسلي.
إلى أن هذا الجدال أعطى نتائج مع اكتشاف احافير أخرى مثل احفورة الأوريكبيترس. (احفورة انتقاليا من ديناسور إلى طائر)
```
وإلى الآن تراكمت الحقائق في السجل الأحفوري أن الديناصورات عبارة عن احافير انتقالية. .إلى الطيور. إلا أنه ليس كلها. 
الديناصورات تصنف مع الزواحف.
```